# Цакспид

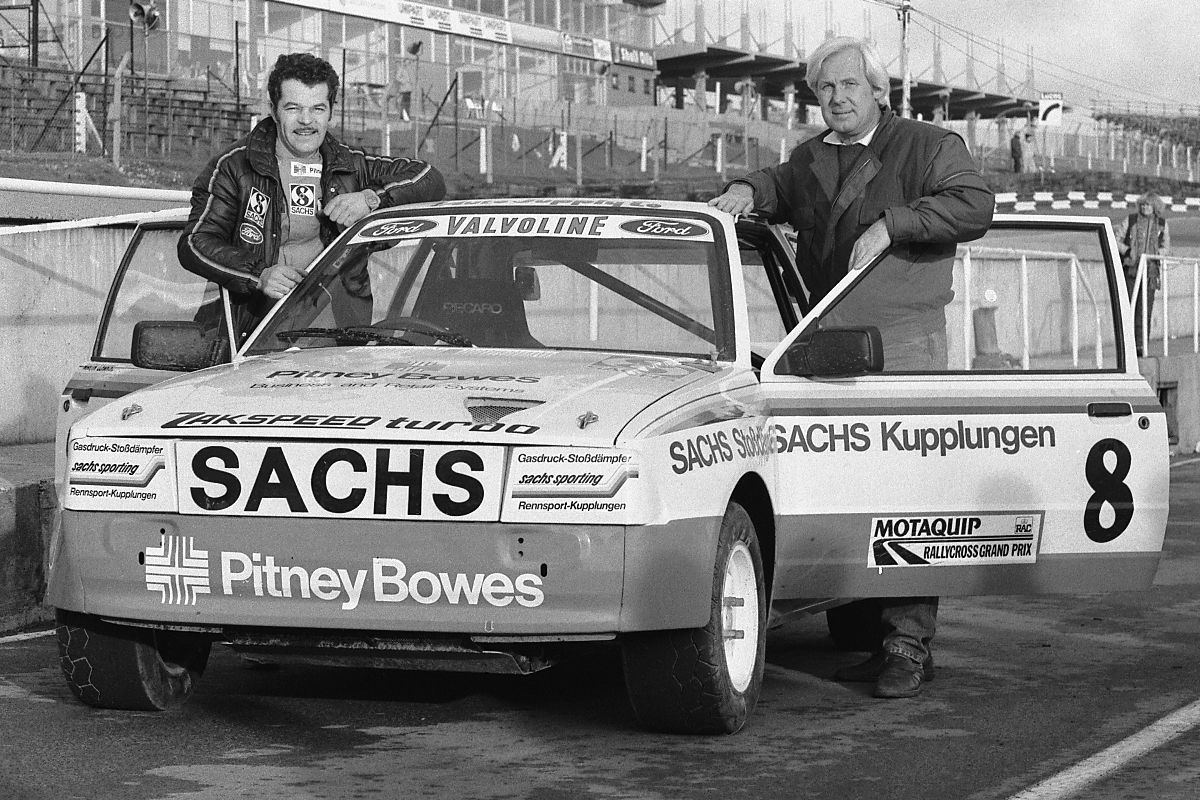
Основатель компании Эрих Цаковски (справа) и Мартин Шанце на ГП Британии по ралли-кроссу 1983 г. в Брэндс-Хэтч.

Zakspeed — немецкая автоспортивная команда, основанная в 1968 г. Эрихом Цаковски. Располагается в Нидерциссене, недалеко от Нюрбургринга.

## 1973—1981. Гонки кузовных и спортивных автомобилей
Во второй половине 1970-х Цакспид был заводской командой Форда в ДРМ, выставляя Эскорт Группы 2 и Капри Группы 5. Эти машины завоевали много побед, включая победу в общем зачете в 1981 году Клаусом Людвигом. В начале 80-х Цакспид подготовил на базе Капри Группы 5 Форд Мустанг для участия в американской серии IMSA Camel GT.

## 1982—1989. Гонки на выносливость и Формула-1
Увеличенный двигатель Капри был использован в новом Форд С100 Группы С, подготовленным для участия в Чемпионате Мира по гонкам на выносливость. Эта машина была альтернативой заводской, подготовленной Косвортом, но успеха не имела, несмотря на то, что ею управляли Клаус Людвиг, Манфред Винкельхок и Марк Зурер.
На основе этого мотора был подготовлен и турбодвигатель для Формулы 1, с которым Цакспид выступал в Чемпионатах мира 1985—1988 гг. Несмотря на присутствие в кокпите чемпиона Формулы-3000 Кристиана Даннера и перешедшего из Tyrrell Мартина Брандла лучшим результатом команды было 5е место Брандла на Гран-при Сан-Марино 1987 года.
В 1989 году турбодвигатели были запрещены и команда использовала атмосферные двигатели Yamaha. Они показали себя недостаточно мощными и пилоты Бернд Шнайдер и Агури Судзуки, как правило, заканчивали борьбу на стадии предквалификации. В итоге Цаковски решил закончить выступления в Формуле-1. Цакспид был единственной командой, кроме Ferrari, в сезонах 1985—1988, кто мог похвастаться тем, что выставлял в гонках как самостоятельно изготовленное шасси, так и мотор.

## 1990 и поныне. Возвращение в Туринг и ГТ
После завершения формульного проекта Цакспид вернулась в ДТМ, выставляя заводские Мерседес 190Е-Эво, и Опель Калибра Класса 1, пока ДТМ и ITC не закончили своё существование.
Кроме того, Цаковски занялся карьерой своего сына, Петера. Тот был недостаточно хорош для Ф1, но неплох на Нордшляйфе, где, выступая в команде своего отца, одержал несколько побед.
В 1998 г. команда выступала в Чемпионате ФИА ГТ с двумя Порше 911 ГТ1, а по завершении сезона выкупила у команды Орека один из её серьёзно модифицированных Додж Вайпер младшей категории, чтобы вставить его в чемпионате VLN, воспользовавшись новым более свободным регламентом на 1999 г. В итоге машина выиграла все гонки, включая 24 часа Нюрбургринга (с Клаусом Людвигом) и была запрещена вместе со сменой регламента. В 2001 и 2002 г. команда вновь выиграла 24 часа, но в следующем году машина была дисквалифицирована из-за размеров топливного бака.
Кроме того, в 2001 г. команда ненадолго вернулась в гонки машин с открытыми колесами, выступая партнёром команды CART Форсайт.
В 2000 году команда пыталась принять участие в возрожденной серии ДТМ с собственной разработкой под кузовом Вольво, но не была допущена. В 2001 году партнёр Цакспид, компания Nitek, построила автомобиль для нового чемпионата V8Star, с кузовом Ягуар. А в 2003 году Цаковски вместе с Педро Лами выиграл чемпионат, который затем прекратил своё существование.
В 2006 году Цакспид пришла в чемпионат ФИА ГТ с автомобилями Saleen S7R, одержав несколько побед. На следующий года она планировала подготовить три Mosler GT900 для младшей категории GT3, но не смогла получить омологацию ФИА из-за слишком маленького размера партии исходной модели. А в 2008 году команда подготовила пару Chrysler 300C для итальянской серии SuperStar (в гонках участвует только одна под управлением Давиде Ригона (2008) и Пьерлуиджи Мартини (2009)). Кроме того в 2008 году Цакспид вновь вернулась в гонки машин с открытыми колёсами — она готовила машины новой серии Суперлига Формула для команд дортмундской Боруссии и пекинского Бэйцзин Гоаня. Последний и стал первым чемпионом серии.

## Результаты выступлений

### Результаты выступлений Zakspeed в Формуле-1
| Легенда к таблице |                                                                    |
| --- | ------------------------------------------------------------------ |
| В таблице перечислены результаты всех Гран-при Формулы-1, в которых принимала участие команда. Строками таблицы являются сезоны, столбцами — этапы чемпионата мира. В каждой клетке указаны сокращённое название этапа и результаты гонщиков команды, дополнительно обозначенные цветом. Расшифровка обозначений и цветов представлена в нижеследующей таблице. |                                                                    |
| \| Пример \| Описание \| \| ------------ \| ------------------------------------------------------------------ \| \| 1 \| Победитель \| \| 2 \| Второе место \| \| 3 \| Третье место \| \| 5 \| Финишировал, заработав очки \| \| Сход \| Не финишировал, но при этом заработал очки \| \| 12 \| Финишировал, не получив очков \| \| НКЛ \| Финишировал, но не попал в финальную классификацию \| \| 15 \| Участвовал вне зачёта, либо по отдельной классификации \| \| 18 \| Не финишировал, но попал в финальную классификацию \| \| Сход \| Не финишировал \| \| НКВ \| Не прошёл квалификацию \| \| НПКВ \| Не прошёл предквалификацию \| \| ДСК \| Дисквалифицирован \| \| ИСК \| Исключён из протокола соревнований \| \| ТТ \| Заявлен для участия только в тренировках \| \| НС \| Участвовал в квалификации, но не стартовал в гонке \| \| Т \| Травмирован или болен \| \| ОТК \| Отказ от участия \| \| НТР \| Прибыл на соревнования, но на трассу не выезжал \| \| НПР \| Был заявлен в числе участников, но не прибыл к началу соревнований \| \| О \| Соревнования отменены \| \| \| Не участвовал \| \| Поул-позиция \| \| \| Быстрый круг \| \| |                                                                    |
| Пример | Описание                                                           |
| 1 | Победитель                                                         |
| 2 | Второе место                                                       |
| 3 | Третье место                                                       |
| 5 | Финишировал, заработав очки                                        |
| Сход | Не финишировал, но при этом заработал очки                         |
| 12 | Финишировал, не получив очков                                      |
| НКЛ | Финишировал, но не попал в финальную классификацию                 |
| 15 | Участвовал вне зачёта, либо по отдельной классификации             |
| 18 | Не финишировал, но попал в финальную классификацию                 |
| Сход | Не финишировал                                                     |
| НКВ | Не прошёл квалификацию                                             |
| НПКВ | Не прошёл предквалификацию                                         |
| ДСК | Дисквалифицирован                                                  |
| ИСК | Исключён из протокола соревнований                                 |
| ТТ | Заявлен для участия только в тренировках                           |
| НС | Участвовал в квалификации, но не стартовал в гонке                 |
| Т | Травмирован или болен                                              |
| ОТК | Отказ от участия                                                   |
| НТР | Прибыл на соревнования, но на трассу не выезжал                    |
| НПР | Был заявлен в числе участников, но не прибыл к началу соревнований |
| О | Соревнования отменены                                              |
| | Не участвовал                                                      |
| Поул-позиция |                                                                    |
| Быстрый круг |                                                                    |

| Год  | Шасси                    | Двигатель               | Ш | Гонщики            | 1    | 2    | 3    | 4    | 5    | 6    | 7    | 8    | 9    | 10   | 11   | 12   | 13   | 14   | 15   | 16   | Место | Очки |
| ---- | ------------------------ | ----------------------- | - | ------------------ | ---- | ---- | ---- | ---- | ---- | ---- | ---- | ---- | ---- | ---- | ---- | ---- | ---- | ---- | ---- | ---- | ----- | ---- |
| 1985 | Zakspeed 841             | Zakspeed 1500/4 1,5 L4T | G |                    | БРА  | ПОР  | САН  | МОН  | КАН  | ДЕТ  | ФРА  | ВЕЛ  | ГЕР  | АВТ  | НИД  | ИТА  | БЕЛ  | ЕВР  | ЮАР  | АВС  | —     | 0    |
| 1985 | Zakspeed 841             | Zakspeed 1500/4 1,5 L4T | G | Джонатан Палмер    |      | Сход | Сход | 11   |      |      | Сход | Сход | Сход | Сход | Сход |      |      |      |      |      | —     | 0    |
| 1985 | Zakspeed 841             | Zakspeed 1500/4 1,5 L4T | G | Кристиан Даннер    |      |      |      |      |      |      |      |      |      |      |      |      | Сход | Сход |      |      | —     | 0    |
| 1986 | Zakspeed 861             | Zakspeed 1500/4 1,5 L4T | G |                    | БРА  | ИСП  | САН  | МОН  | БЕЛ  | КАН  | ДЕТ  | ФРА  | ВЕЛ  | ГЕР  | ВЕН  | АВТ  | ИТА  | ПОР  | МЕК  | АВС  | —     | 0    |
| 1986 | Zakspeed 861             | Zakspeed 1500/4 1,5 L4T | G | Джонатан Палмер    | Сход | Сход | Сход | 12   | 13   | Сход | 8    | Сход | 9    | Сход | 10   | Сход | Сход | 12   | 10   | 9    | —     | 0    |
| 1986 | Zakspeed 861             | Zakspeed 1500/4 1,5 L4T | G | Хуб Роттенгаттер   |      |      | Сход | НКВ  | Сход | 12   | НС   | Сход | Сход | Сход | Сход | 8    | Сход | Сход | НС   | Сход | —     | 0    |
| 1987 | Zakspeed 861Zakspeed 871 | Zakspeed 1500/4 1,5 L4T | G |                    | БРА  | САН  | БЕЛ  | МОН  | ДЕТ  | ФРА  | ВЕЛ  | ГЕР  | ВЕН  | АВТ  | ИТА  | ПОР  | ИСП  | МЕК  | ЯПО  | АВС  | 10    | 2    |
| 1987 | Zakspeed 861Zakspeed 871 | Zakspeed 1500/4 1,5 L4T | G | Мартин Брандл      | Сход | 5    | Сход | 7    | Сход | Сход | НКЛ  | НКЛ  | Сход | ДСК  | Сход | Сход | 11   | Сход | Сход | Сход | 10    | 2    |
| 1987 | Zakspeed 861Zakspeed 871 | Zakspeed 1500/4 1,5 L4T | G | Кристиан Даннер    | 9    | 7    | Сход | ИСК  | 8    | Сход | Сход | Сход | Сход | 9    | 9    | Сход | Сход | Сход | Сход | 7    | 10    | 2    |
| 1988 | Zakspeed 881             | Zakspeed 1500/4 1,5 L4T | G |                    | БРА  | САН  | МОН  | МЕК  | КАН  | ДЕТ  | ФРА  | ВЕЛ  | ГЕР  | ВЕН  | БЕЛ  | ИТА  | ПОР  | ИСП  | ЯПО  | АВС  | —     | 0    |
| 1988 | Zakspeed 881             | Zakspeed 1500/4 1,5 L4T | G | Бернд Шнайдер      | НКВ  |      | НКВ  | Сход | НКВ  | НКВ  | Сход | НКВ  | 12   | НКВ  | 13   | Сход | НКВ  | НКВ  | Сход | НКВ  | —     | 0    |
| 1988 | Zakspeed 881             | Zakspeed 1500/4 1,5 L4T | G | Пьеркарло Гиндзани | НКВ  | Сход | Сход | 15   | 14   | НКВ  | ИСК  | НКВ  | 14   | НКВ  | Сход | Сход | НКВ  | НКВ  | НКВ  | Сход | —     | 0    |
| 1989 | Zakspeed 891             | Yamaha OX88 3,5 V8      | P |                    | БРА  | САН  | МОН  | МЕК  | США  | КАН  | ФРА  | ВЕЛ  | ГЕР  | ВЕН  | БЕЛ  | ИТА  | ПОР  | ИСП  | ЯПО  | АВС  | —     | 0    |
| 1989 | Zakspeed 891             | Yamaha OX88 3,5 V8      | P | Бернд Шнайдер      | Сход | НПКВ | НПКВ | НПКВ | НПКВ | НПКВ | НПКВ | НПКВ | НПКВ | НПКВ | НПКВ | НПКВ | НПКВ | НПКВ | Сход | НПКВ | —     | 0    |
| 1989 | Zakspeed 891             | Yamaha OX88 3,5 V8      | P | Агури Судзуки      | НПКВ | НПКВ | НПКВ | НПКВ | НПКВ | НПКВ | НПКВ | НПКВ | НПКВ | НПКВ | НПКВ | НПКВ | НПКВ | НПКВ | НПКВ | НПКВ | —     | 0    |